# 布拉格斯巴达网球俱乐部
布拉格斯巴达网球俱乐部或者TK布拉格斯巴达（捷克語：TK Sparta Praha）是一家位于捷克布拉格布贝内奇的网球俱乐部和训练中心。它坐落于斯特莫夫卡公园附近、伏尔塔瓦河左岸，是该国最负盛名的网球俱乐部之一。

## 历史

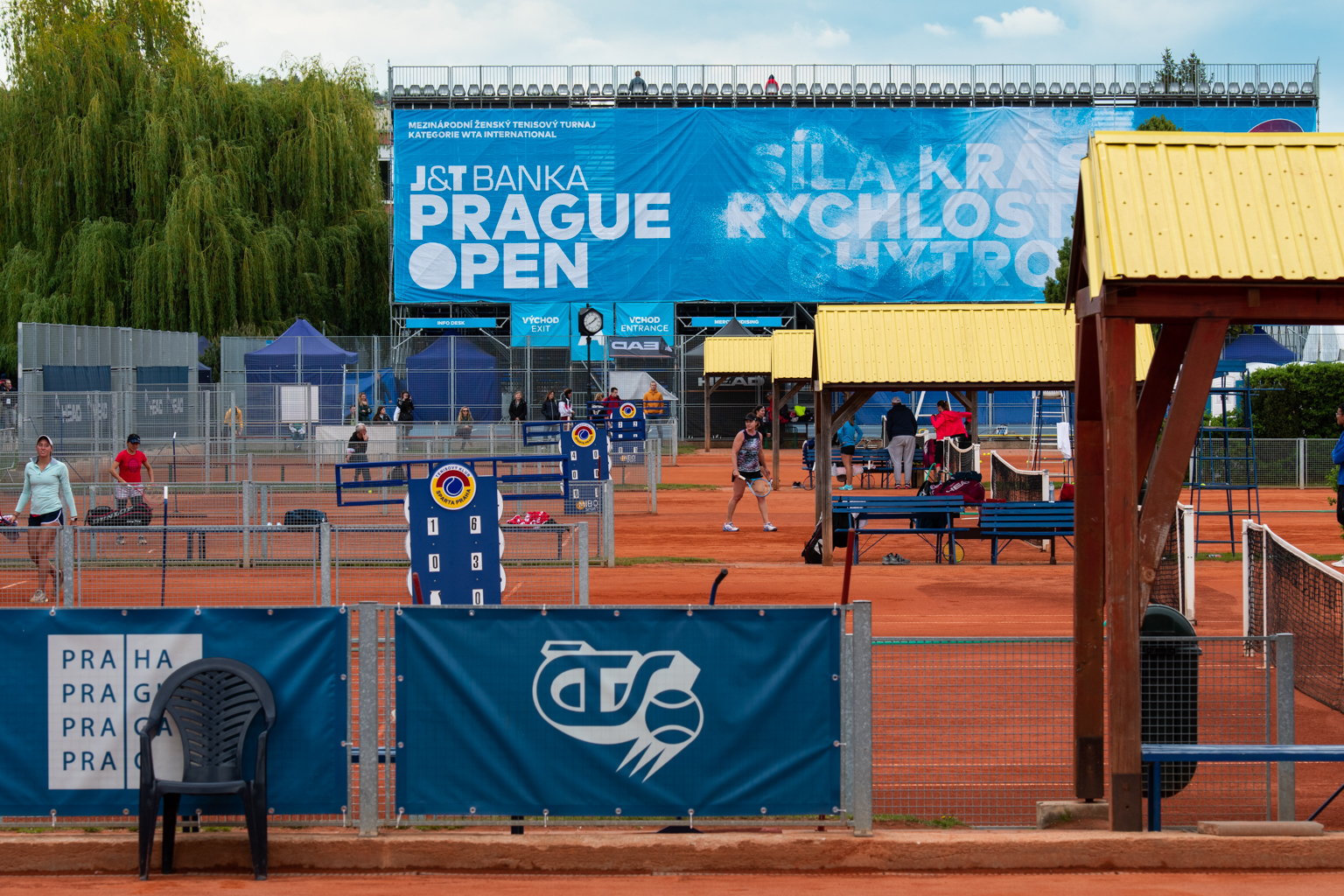
该俱乐部主办WTA布拉格公开赛。

俱乐部成立于1905年。它拥有23片室外球场和12片室内球场。该俱乐部主办WTA布拉格公开赛和布拉格斯巴达网球挑战赛。
俱乐部曾在2002年和2013年的洪水中受损。

## 著名球员
- 玛丽·鲍兹科娃[8]

- 雅库布·菲利普（英语：Jakub Filip）[9]

- 露西·哈夫利奇科娃[10]

- 扬·科德斯[11]

- 阿莱娜·科瓦奇科娃（英语：Alena Kovačková）[12]

- 佩特拉·科维托娃[13][14]

- 托马什·马哈奇[15]

- 哈娜·曼德利科娃[11]

- 巴尔博拉·帕利佐娃[16]

- 卡罗利娜·普利斯科娃[17]

- 帕特里克·里克爾[18]

- 劳拉·萨姆松[19]

- 卡特日娜·西尼亚科娃[20]

- 巴博拉·斯特里措娃[21]

- 泰雷扎·瓦伦托娃[19]

- 米夏埃尔·弗本斯基（英语：Michael Vrbenský）[22]